# Natalija Iossifowna Iljina
Natalija Iossifowna Iljina (russisch Наталия Иосифовна Ильина; * 6. Maijul. / 19. Mai 1914greg. in St. Petersburg; † 19. Januar 1994 in Moskau) war eine chinesische bzw. sowjetische bzw. russische Journalistin, Literaturkritikerin und Satirikerin.

## Leben
Iljinas Mutter Jekaterina Dmitrijewna Wojeikowa-Iljina stammte aus der altadligen Wojeikow-Familie. Der Vater Iossif Iljin war Offizier der Kaiserlich Russischen Marine und nach der Oktoberrevolution Offizier der Weißen Armee im Bürgerkrieg, in dessen Zuge er 1920 mit der Familie nach Harbin in China emigrierte, wo Iljina dann das Gymnasium besuchte. Von 1932 bis 1936 war sie Gasthörerin am Harbiner Institut für Oststudien und Handelswissenschaften in der Oststudien-Fakultät.
Ab Ende 1936 arbeitete Iljina als Journalistin in Shanghai und war eine der Bewohnerinnen des Hauses der Russischen Frau. Sie heiratete den Dichter Lew Wiktorowitsch Grosse (Sohn des Diplomaten Wiktor Grosse), aber die Ehe hatte keinen Bestand. Für ihre Feuilleton-Artikel benutzte sie das Pseudonym Miss Pen. Sie organisierte eine russische Satire-Wochenzeitschrift, die bis Ende 1941 erschien. Sie wurde mit dem Künstler Alexander Wertinski bekannt. Im Zweiten Weltkrieg arbeitete sie ab 1941 mit der sowjetischen Nachrichtenagentur TASS zusammen.
Nach dem Krieg wurde Iljina 1947 in die UdSSR repatriiert und arbeitete in Kasan zunächst als Stenografin und dann als Journalistin. Lew Grosse arbeitete nach seiner Repatriierung 1948 in Kasan als Übersetzer und starb nach seiner Verhaftung im Arbeitslager. Iljina studierte in der Fernstudien-Abteilung des Maxim-Gorki-Literaturinstituts mit Abschluss. Ab 1950 erschienen ihre Literaturkritik- und Feuilleton-Artikel in dem Satiremagazin Krokodil, in der Literaturzeitschrift Nowy Mir, in der Jugendliteraturzeitschrift Junost u. a.
Iljina ging 1953 nach Moskau. Sie heiratete in 2. Ehe den Linguisten Alexander Reformatski (1900–1978). Weit bekannt wurde sie durch ihren autobiografischen Roman Woswraschtschenije (Rückkehr).
Iljina starb in Moskau am 19. Januar 1994 und wurde auf dem Friedhof Wostrjakowo begraben.

## Ehrungen, Preise
- Goldenes Kalb des Klubs der 12 Stühle der Literaturnaja gaseta (1984, vergl. Roman Das goldene Kalb)